# Moloslaki
Moloslaki är en bergstopp i Finland.   Den ligger i den ekonomiska regionen  Fjäll-Lappland  och landskapet Lappland, i den norra delen av landet, 800 km norr om huvudstaden Helsingfors. Toppen på Moloslaki är 530 meter över havet.
Terrängen runt Moloslaki är platt åt sydost, men åt nordväst är den kuperad. Trakten runt Moloslaki är nära nog obefolkad, med mindre än två invånare per kvadratkilometer. Närmaste större samhälle är Kittilä, 15,1 km öster om Moloslaki. 